# Bhatta Somadeva
Bhatta Somadeva (... – XI secolo) è stato uno scrittore vissuto nella regione del Kashmir, autore della raccolta di leggende e favole indiane, intitolata Kathâsaritsâgara (in sanscrito, कथासरित्सागर).
Non si sa molto di lui, salvo che il padre si chiamava Rama e che compose la propria opera tra il 1063 e il 1081 per intrattenere a corte la regina Suryamati, principessa di Jalandhar e moglie del re Ananta di Kashmir. Si dice che al tempo la regina fosse turbata dalla situazione politica e che l'ascolto delle storie raccolte da Somadeva le portasse sollievo.
Benché fosse un bramino scivaita, Somadeva era rispettoso del Buddhismo, la cui influenza si può percepire in alcuni racconti.
La sua unica opera è composta di 18 libri e 124 capitoli, circa 22.000 versi, più le parti in prosa.

## Traduzioni in italiano
- Nala e Damayanti. Racconto, a cura di Gaspare Dall'Oca, Mantova: Segna, 1867
- Devasmitâ. Novella indiana, a cura di Emilio Bartoli, Bari: Laterza, 1908
- La novellina di Upakośā, a cura di Luigi Pio Tessitori, Udine: Paolino, 1913
- Storie di stolti, trad. di Vittore Pisani, Lanciano: Carabba, 1927
- Gli enigmi del vampiro, trad. di Mary Tibaldi Chiesa, prefazione di Angelo Maria Pizzagalli, Milano: Mondadori, 1936
- Il re e il mendicante. Racconti indiani, a cura di Friedrich van der Leyen, trad. di Roberto Fertonani e Nicetta Masera, Milano: Il Saggiatore, 1959
- L'oceano dei fiumi dei racconti, 2 voll., a cura di Fabrizia Baldissera, Vincenzina Mazzarino e Maria Pia Vivanti, con 60 tavole, Torino: Einaudi, 1993. ISBN 9788806133214
- I racconti del demone, a cura di Silvia Schwarz Linder, Parma: Guanda, 1994. ISBN 9788877465696